# Цаган-Тэмур
Цаган-Тэмур (монг. Цагаантөмөр; ? — 6 июля 1362) — монгольский военачальник династии Юань.

## Биография
Семья Цаган-Тэмура происходила из Средней Азии. Его прадед эмигрировал в Китай после монгольского нашествия. Сам Цаган-Тэмур был родом из Шэньцю (современная провинция Хэнань). В молодости Цаган-Тэмур сдал императорский экзамен и получил степень юрена.
В 1351 году в родном городе Цаган-Тэмура начались беспорядки, вызванные началом Восстания красных повязок. Соседние уезды были атакованы и разорены. Из соображений самообороны Цаган-Тэмур организовал местное ополчение в Шэньцю для борьбы с повстанцами. Правительство получило информацию о том, что Цаган-Тэмур смог повысить уровень общественной безопасности. В 1352 году Цаган-Тэмур был назначен даругачи района Фу. В это время он смог собрать под своим командованием до 10 000 человек.
В 1355 году Цаган-Тэмур со своими силами выступил на север. После ряда успешных боев ему удалось подавить восстание в провинции Хэбэй. В 1356 году император Тогон-Тэмур пожаловал Цаган-Тэмуру должность военного министра.
Позднее Цаган-Тэмур отличился в подавлении восстания Красных повязок. Он разгромил силы Лю Футона в провинции Хэнань и спас столицу Ханбалык от голода, вызванного нарушением транспортировки главных продовольственных запасов с юга на север Китая. Освободив Хэнань и Шаньдун от мятежников и приведя их под свой контроль, 6 июля 1362 года в городе Идоу Цаган-Тэмур был убит собственным заместителем Тянь Фэном. Контролировавшиеся им территории перешла под власть его племянника, Кокэ-Тэмура, который продолжил борьбу с мятежниками.
Посмертно ему был присвоен титул принц «Инчуань» (潁王王) и посмертное имя Чжунсян (忠襄), согласно конфуцианским традициям.
Его племянник и пасынок Кокэ-Тэмур также был крупным военачальником, который сражался за монгольскую династию Юань.